# Герб Ижевска
Герб города Ижевска — опознавательно-правовой знак, составленный в соответствии с геральдическими правилами и являющийся основным символом местного самоуправления и городского статуса. Принят решением городской думы города Ижевска 27 мая 1997 года.

## Описание
Герб представляет собой изображение геральдического щита.
Геральдическое описание (блазон) звучит так:
В рассеченном серебряном и голубом поле щита изображены клещи переменных цветов и поверх них такая же стрела в столб. Позади клещей, две зеленые рябиновые ветви накрест, имеющие у основания червленые (красные) гроздья.
Автором герба города является творческий коллектив в составе Бехтерева Сергея Львовича и Быкова Николая Анатольевича.
Над этим проектом мы работали почти семь лет. Конкурс был объявлен еще Ижевским городским Советом народных депутатов. Идея триединства — это единство человека, его производственная деятельность и природа, созрела у нас сразу. Я понимаю, что не совсем привычно видеть то, что изображено на этом гербе. Но наш герб несет в себе глубоко гражданский характер. Он — вечный; отражает прошлое, настоящее и будущее нашего города, так как до тех пор, пока существует природа, существует и человек. Обратите внимание, что клещи на гербе разжаты. Представьте себе, что случится, если они будут сжаты: поломается рябина, из плодов вытечет сок, природа погибнет, а с природой погибнет и человек. Наш герб имеет глубокий смысл: ответственность человека за судьбу своего города.Бехтерев С. Л. Из выступления на сессии Городской Думы

## История

### Неофициальная эмблема
Попытки создать герб Ижевска предпринимались в 1970-х годах. Как рассказывает профессор УдГУ, доктор исторических наук Сергей Бехтерев, знаменитый местный художник-гравёр Леонард Васев разработал символ Ижевска. Он использовал традиционный французский щит, вертикальной линией разделённый на два поля — голубое и красное — цветов флага РСФСР. В центре размещено изображение заводской башни со шпилем, вписанной в шестерёнку.
Позже в нижней части шестерни схематично изображали легковой автомобиль и мотоцикл, как известную на всю страну продукцию, выпускаемую в Ижевске.
Неофициальный герб Ижевска печатали на бланках горисполкома, обложках блокнотов и телефонных книг, выпускали в виде значков и сувениров. Но официальным распоряжением городских властей он принят не был.

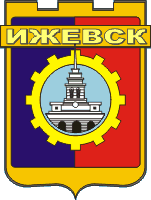
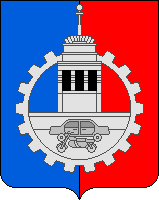